# 3-羟基丁酸脱氢酶
3-羟基丁酸脱氢酶（英語：3-hydroxybutyrate dehydrogenase，EC 1.1.1.30（页面存档备份，存于））也称为“3-羟丁酸脱氢酶”“D-3-羟基丁酸脱氢酶”或“D-3-羟丁酸脱氢酶”，是一种以NAD+或NADP+为受体、作用于供体CH-OH基团上的氧化还原酶。这种酶能催化以下酶促反应：
(R)-3-羟基丁酸 + NAD+ {\displaystyle \rightleftharpoons } 乙酰乙酸 + NADH + H+
3-羟基丁酸脱氢酶主要参与酮类物质的合成与降解以及丁酸的代谢过程。此外，这种酶还能氧化3-羟基单羧酸。